# Knight Banneret
Knight Banneret war ein englischer Adelstitel. Mit dem Titel war das namensgebende Recht des Adligen verbunden ein eigenes Banner (frz. bannière) zu führen.

## Entstehungsgeschichte und Rang
Der Titel entstand im Mittelalter aus dem militärischen Rang der Bannerets (Bannerherren). So bezeichnete man in Westeuropa solche Ritter, die zumindest im Kriegsfall unter ihrem Banner mehrere andere Ritter (sog. Bachelors) nebst Gefolge (sog. Lanzen) vereinten und anführten (ein sog. Banner bildeten). Sie waren militärische Unterführer, die nur im Kriegsfall benötigt wurden, da es im mittelalterlichen England keine stehenden Heere gab. Im Kriegsfall bot der König seine Vasallen auf, ihm Lehnsfolge zu leisten. Ursprünglich waren nur diejenigen Vasallen Bannerets, die selbst Untervasallen besaßen – letztere waren dann für den König aufzubieten. Später wurden auch andere Ritter, die das Vertrauen des Königs besaßen, Bannerets.
Der Titel eines Knight Banneret konnte nur vom englischen König als Auszeichnung und nur im Felde, meist vor oder nach einer Schlacht, durch besondere Ritterschlag-Zeremonie verliehen werden. Zum ersten Mal lässt sich eine solche Verleihung 1302/03 unter König Eduard I. belegen. Meist wurde der Titel an einfache Ritter (Knights Bachelor) verliehen. Der Titel des Knight Banneret wurde ausschließlich als persönlicher Adelstitel verliehen und war damit nicht erblich.
Der Knight Banneret stand in der protokollarischen Rangordnung (order of precedence) über allen anderen Knights, aber unter dem Rang eines Peers. 

## Verleihungszeremonie
Alexander Bicknell beschrieb die Zeremonie der Erhebung eines Knight Bachelors zum Knight Banneret wie folgt: Vor oder nach einer Schlacht wurde der entsprechende Knight Bachelor auf dem Feld, auf dem das königliche Banner aufgestellt war, vor den König geführt. Dabei wurde er zu beiden Seiten von einem Knight Banneret begleitet und unter Trompetenklang trugen Herolde seine dreieckige Fahne eines Knight Bachelors (sein sog. Pennon) vor ihm her. Die Spitze seines Pennon wurde nun abgeschnitten, so dass daraus ein quadratisches Banner entstand, wie es außer Knights Banneret nur Barons und höherrangige Peers führen durften. Sodann vollzog der König an ihm den Ritterschlag, so wie er sonst auch bei der Erhebung zum Knight Bachelor üblich ist (Berühren der Schulter mit der flachen Schwertseite).

## Verschwinden des Titels
Im Zuge der sich mindernden militärischen Bedeutung der Ritter entwickelte sich der Titel im Laufe der Tudor-Ära zu einem reinen Ehrentitel und wurde schließlich kaum noch verliehen. Letztmals verlieh König Karl I. am 23. Oktober 1642 nach der Schlacht bei Edgehill mehreren Rittern den Titel, darunter John Smith, der die königliche Standarte vor dem Feind gerettet hatte. König Jakob I. hatte ab 1611 den neuen, erblichen Titel eines Baronet eingeführt, der in mancher Hinsicht den Titel eines Bannerets ablöste und an dessen Rang anknüpfte.
König Georg II. belebte den Titel einmalig wieder, als er am 27. Juni 1743, nach der Schlacht bei Dettingen, 16 von seinen Kommandeuren, sowie dem Soldaten, der den Franzosen die königlich-britische Standarte wieder entrissen hatte, den Ehrentitel Knight Banneret verlieh. Danach wurde der Titel nie wieder verliehen, was auch daran liegen mag, dass Dettingen die letzte Schlacht der britischen Geschichte war, bei der der Monarch persönlich anwesend war.